# Dastakert
Dastakert (en arménien Դաստակերտ) est une ville du marz de Syunik en Arménie. En 2011, elle compte 303 habitants.

## Géographie

### Situation
Dastakert est située à 127 km de Kapan, la capitale régionale, et à 236 km d'Erevan, la capitale nationale.

### Topographie
L'altitude moyenne de Dastakert est de 2 050 m.

### Climat
Le climat de Dastakert est de type continental.
| Mois                                | jan. | fév. | mars | avril | mai | juin | jui. | août | sep. | oct. | nov. | déc. | année |
| ----------------------------------- | ---- | ---- | ---- | ----- | --- | ---- | ---- | ---- | ---- | ---- | ---- | ---- | ----- |
| Température minimale moyenne (°C)   | −6   | −5   | −2   | 2     | 5   | 7    | 10   | 8    | 6    | 2    | −1   | −4   | 1,8   |
| Température maximale moyenne (°C)   | 1    | 1    | 5    | 10    | 12  | 16   | 18   | 16   | 17   | 10   | 6    | 2    | 9,5   |
| Précipitations (mm)                 | 6    | 12   | 21   | 36    | 30  | 18   | 3    | 6    | 9    | 12   | 12   | 9    | 14,5  |
| Nombre de jours avec précipitations | 5    | 6    | 10   | 12    | 12  | 9    | 4    | 5    | 4    | 8    | 6    | 6    | 7,25  |

| Diagramme climatique                                  |       |       |       |       |       |       |      |      |       |       |      |
| J                                                     | F     | M     | A     | M     | J     | J     | A    | S    | O     | N     | D    |
| 1−66                                                  | 1−512 | 5−221 | 10236 | 12530 | 16718 | 18103 | 1686 | 1769 | 10212 | 6−112 | 2−49 |
| Moyennes : • Temp. maxi et mini °C • Précipitation mm |       |       |       |       |       |       |      |      |       |       |      |

### Territoire
La communauté couvre 4 205 hectares, dont :
- 4 138 ha de terrains agricoles ;
- 3 ha alloués aux infrastructures énergétiques, de transport, de communication, etc. ;
- 1 ha d'aires protégées ;
- 8 ha d'eau[3].

## Politique
Le maire (ou plus correctement le chef de la communauté) de Dastakert est depuis 2005 Nairi Filosyan.
| Début | Fin      | Nom            | Parti                       |
| ----- | -------- | -------------- | --------------------------- |
| 2005  | 2008     | Nairi Filosyan | Parti républicain d'Arménie |
| 2008  | 2012     | Nairi Filosyan | Parti républicain d'Arménie |
| 2012  | En cours | Nairi Filosyan | Parti républicain d'Arménie |

## Démographie
| 1959  | 1970  | 1979 | 1989 | 2001 | 2008 | 2011 |
| ----- | ----- | ---- | ---- | ---- | ---- | ---- |
| 2 317 | 1 308 | 655  | 326  | 287  | 306  | 303  |